# Maurice de Bunsen
Sir Maurice William Ernest de Bunsen, I baronetto (8 gennaio 1852 – 21 febbraio 1932), è stato un diplomatico inglese.

## Biografia
Era il figlio di Ernest de Bunsen (a sua volta secondo figlio di Christian von Bunsen, ambasciatore di Prussia a Londra) e di sua  moglie, Elizabeth Gurney. Ha studiato alla Rugby School e al Christ Church e intraprese la carriera diplomatica nel 1877.
Sposò, il 2 maggio 1899, Bertha Mary Lowry-Corry (28 luglio 1869-21 novembre 1954), figlia di Henry Lowry-Corry. Ebbero quattro figlie.

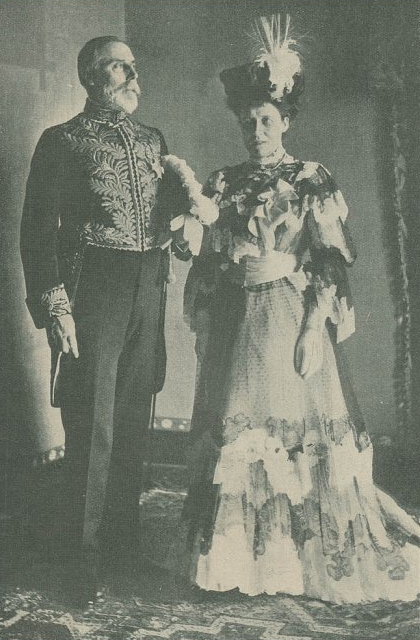
Sir Maurice de Bunsen e sua moglie, 1905.

## Carriera diplomatica
Bunsen è stato nominato terzo segretario nel 1879, secondo segretario nel 1883, segretario della legazione a Tokyo (1891-1894) e come Console Generale nel Siam (1894-1897). È stato segretario a Costantinopoli (1897-1902), segretario e ministro plenipotenziario a Parigi (1902-1905) e Inviato Straordinario e Ministro Plenipotenziario a Lisbona nel 1905. È stato ambasciatore britannico in Spagna (1906-1913) e in Austria (1913-1914).
Ha guidato il Comitato De Bunsen nel 1915, con lo scopo di determinare la politica verso l'impero ottomano ed è stato anche capo di una missione speciale per il Sud America nel 1918. Si ritirò dal servizio diplomatico nel 1919.

## Morte
Prestò giuramento nel Consiglio della Corona nel 1906 e fu creato baronetto di Abbey Lodge nel 1919. Morì il 21 febbraio 1932, all'età di 80 anni.